# La Nova Esquerra de l'Eixample
La Nova Esquerra de l'Eixample é um dos seis bairros do distrito de l'Eixample de Barcelona. Antigamente este bairro e o L'Antiga Esquerra de l'Eixample eram um só bairro, chamado Esquerra de l'Eixample.
No bairro há três edifícios da fábrica Can Batlló (atual Escola Industrial), a presó Model, Escorxador (atual Parc Joan Miró), a plaça de toros de les Arenes e a Casa Golferichs.

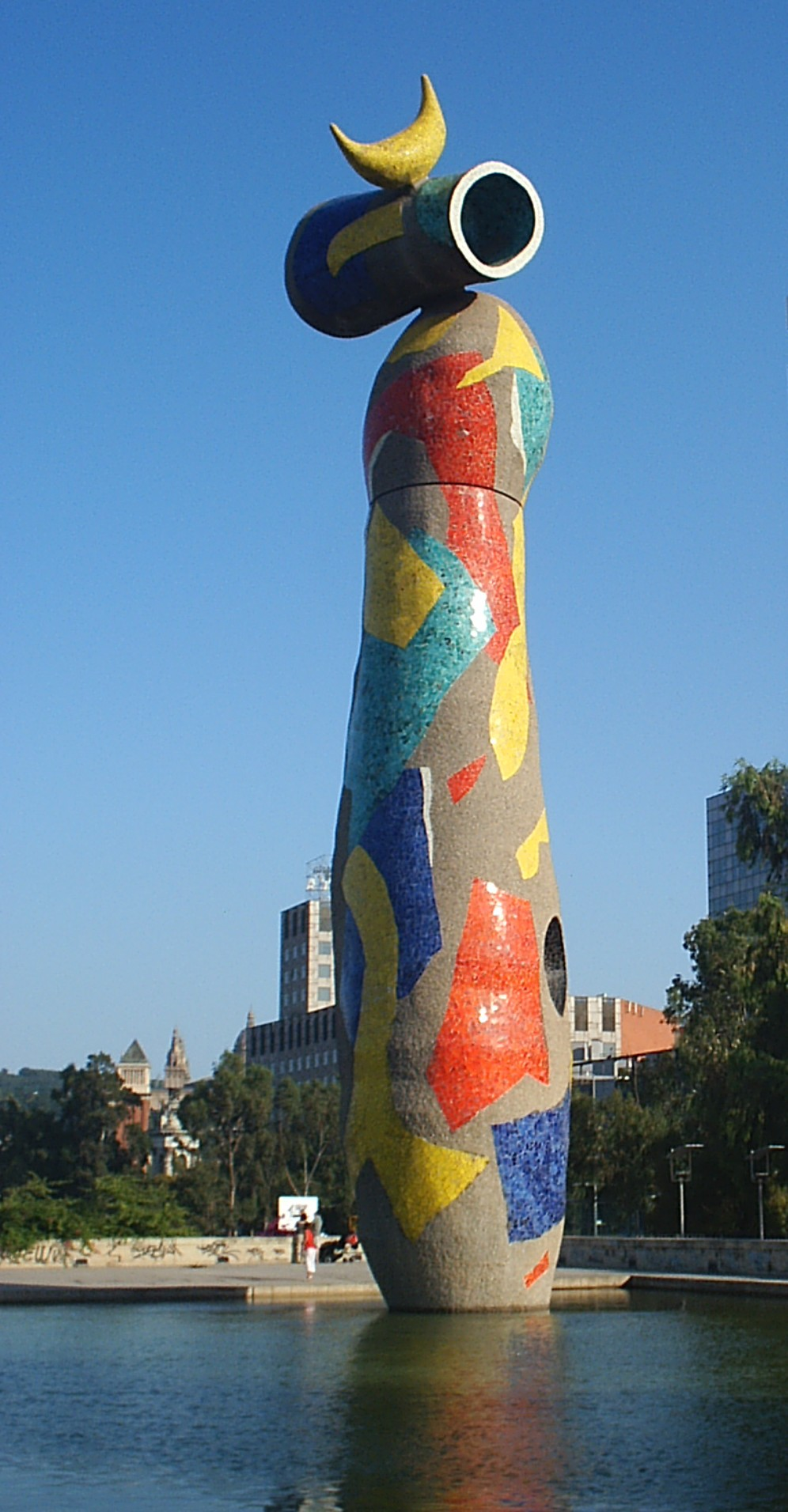
Escultura Dona i Ocell no Parc Joan Miró
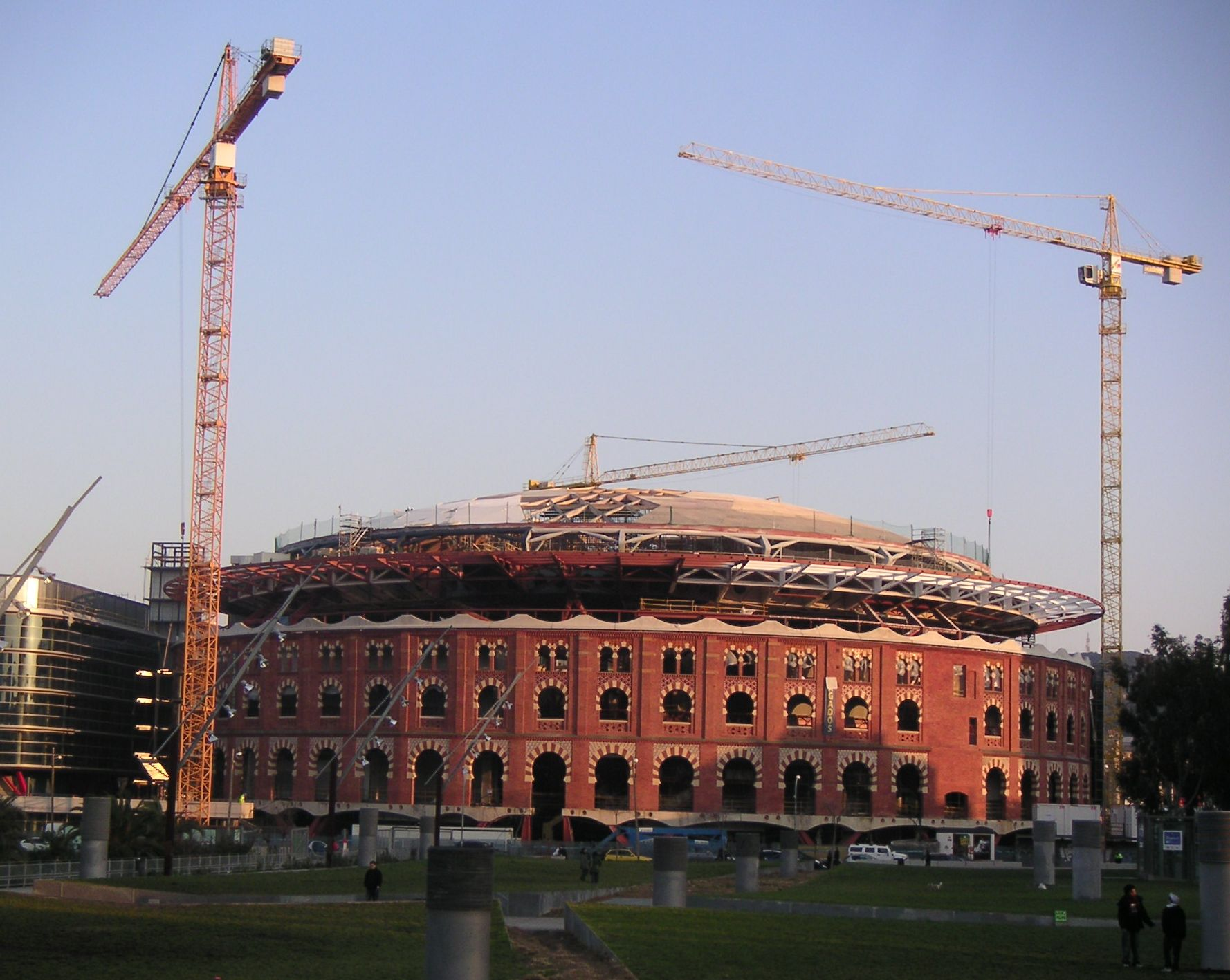
Plaça de toros de les Arenes durante a sua remodelação (2010)
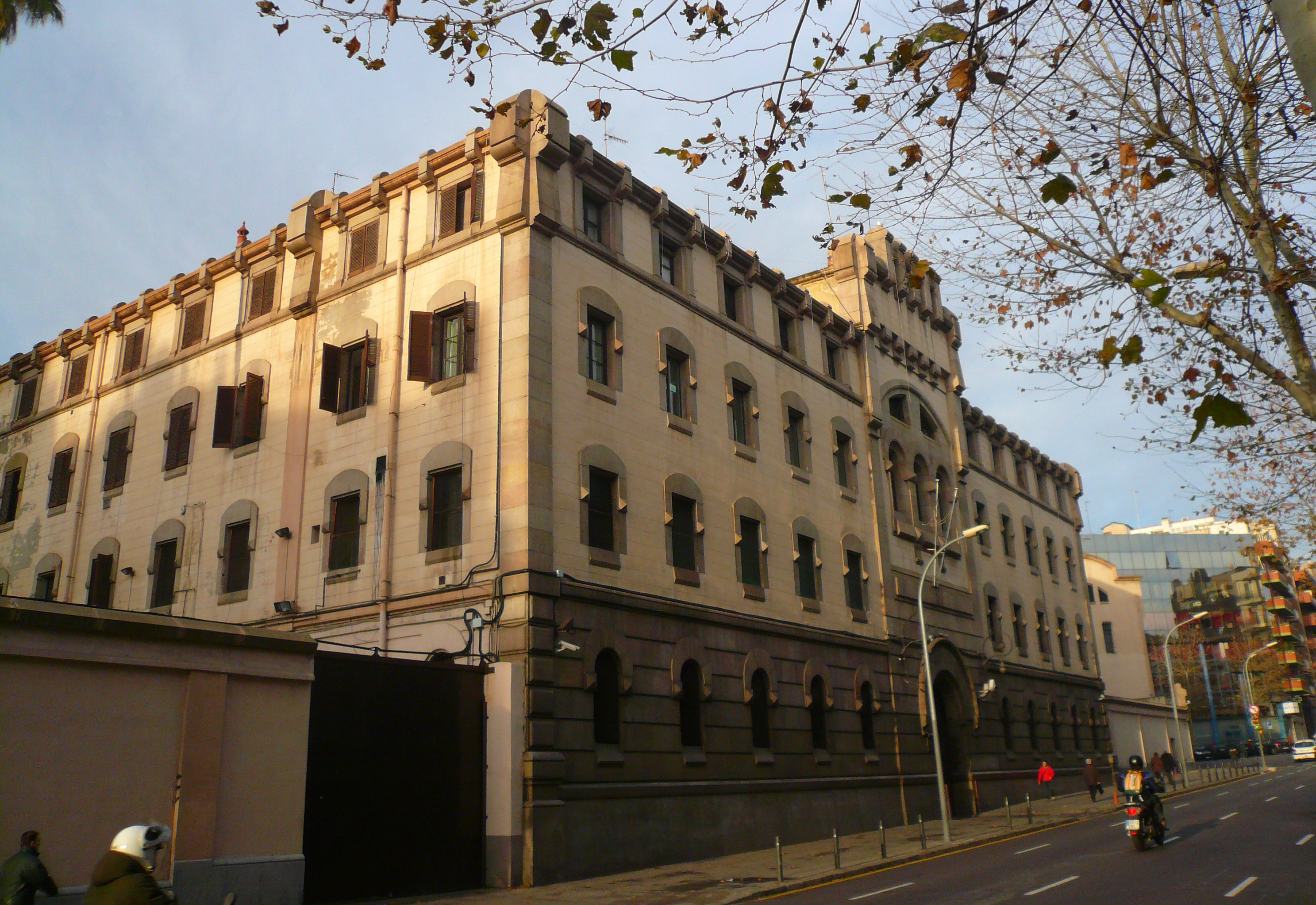
Presó Model
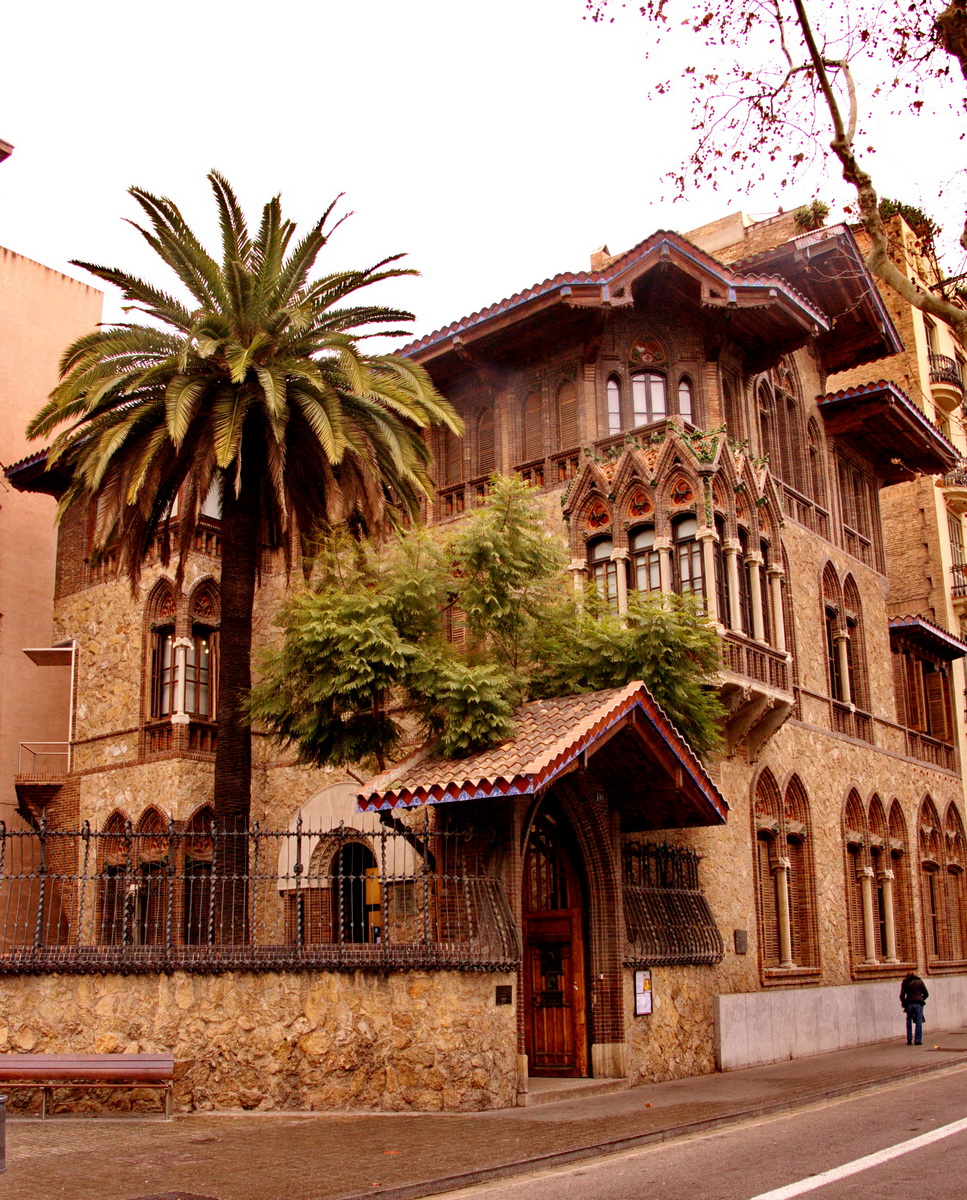
Casa Golferichs